# Guile
Guile (ガイル Gairu) là một nhân vật trò chơi điện tử của Capcom trong loạt trò chơi đối kháng nổi tiếng Street Fighter. Guile là Thiếu tá của Lực lượng không quân Hoa Kỳ.

## Thiết kế
Guile được thiết kế vì những sự thỉnh cầu từ người hâm mộ ở Mỹ. Đối với người chơi ở phương Tây, nhân vật gần như được xem là nhân vật chính của trò chơi. Diện mạo bên ngoài của nhân vật này rõ ràng là rất khác so với các nhân vật của châu Á: mắt xanh, hàm đục và mái tóc vàng có đỉnh phẳng.
Guile và Ken - một nhân vật khác trong trò chơi, là anh em đồng hao, Eliza, vợ của Ken là em gái của vợ Guile, Jane.

## Xuất hiện
Là một trong những nhân vật có vai trò quan trọng, Guile xuất hiện trong rất nhiều loạt trò chơi. Nhân vật này ra mắt lần đầu trong Street Fighter II, là thiếu tá trong Lực lượng không quân Hoa Kỳ, Guile tham dự Giải đấu Chiến binh Thế giới nhằm trả thù cho người bạn là Charlie, người bị giết chết bởi M. Bison.
Guile còn xuất hiện trong loạt Street Fighter Alpha, loạt Street Fighter EX và gần đây là Street Fighter V.
Guile xuất hiện và đóng một vai trò lớn trong bộ phim năm 1994, anime Street Fighter II: The Animated Movie, Street Fighter II V và UDON Comic.

## Đón nhận
IGN xếp Guile ở vị trí thứ 2 trong "top 25 nhân vật Street Fighter" của họ và nói "không cần tưởng tượng nhiều về anh ta. Anh ra là cơ bản trong trí tưởng tượng của bạn, một anh chàng Mỹ thuần túy". GameDaily xếp Guile ở vị trí thứ 10 trong "top 20 nhân vật Street Fighter mọi thời đại" của họ.